# Munkaszüneti nap
A munkaszüneti nap olyan naptári nap, amelyen a munkavállaló csak olyan munkáltatónál foglalkoztatható, ahol e napra rendes munkaidő eshet. A legtöbb országban általában valamely jeles ünnepnap munkaszüneti nap, ezt a naptárban jellemzően pirossal jelölik, úgy mint a vasárnapot is.
A munkaszüneti napokat az egyes államok jogszabályban határozzák meg.

## Hatályos szabályozása Magyarországon
A munka törvénykönyve 101. 102. §-ai szólnak a munkaidő vasárnapra vagy munkaszüneti napra történő beosztásáról.

### Munkáltatók, ahol  vasárnapra eshet rendes munkaidő
a) a rendeltetése folytán e napon is működő munkáltatónál vagy munkakörben,

b) az idényjellegű,

c) a megszakítás nélküli,

d) a több műszakos tevékenység keretében,

e) a készenléti jellegű munkakörben,

f) a kizárólag szombaton és vasárnap részmunkaidőben,

g) társadalmi közszükségletet kielégítő, vagy külföldre történő szolgáltatás nyújtásához - a szolgáltatás jellegéből eredően - e napon szükséges munkavégzés esetén,

h) külföldön történő munkavégzés során, valamint

i) a kereskedelemről szóló törvény hatálya alá tartozó, kereskedelmi tevékenységet, a kereskedelmet kiszolgáló szolgáltató, valamint kereskedelmi jellegű turisztikai szolgáltatási tevékenységet folytató munkáltatónál.
Az olyan foglalkoztatásra, amely a rendeltetése folytán e napon is működő munkáltatónál vagy munkakörben történik, a 2012. évi I. törvény 102. § (3) bekezdése megfelelően irányadó.

### Törvényben meghatározott munkaszüneti napok Magyarországon
A munkaszüneti napokat a munka törvénykönyve határozza meg. Ezek szerint munkaszüneti napok minden évben: 
- január 1. – Újév
- március 15. – 1848-as forradalom évfordulója
- Nagypéntek[3]
- Húsvéthétfő[4]
- május 1. – A munka ünnepe
- Pünkösdhétfő[5]
- augusztus 20. – Államalapítás ünnepe
- október 23. – 1956-os forradalom évfordulója
- november 1. – Mindenszentek
- december 25-26. – Karácsony

### Munkavégzés a munkaszüneti napokon Magyarországon
Munkaszüneti napra rendes munkaidő a 101. § (1) bekezdés a)-c), g)-h) pontban meghatározott esetben osztható be.
A munkáltató vagy a munkakör akkor minősül a munkaszüneti napon is rendeltetése folytán működőnek, ha
- a) a tevékenység igénybevételére a munkaszüneti naphoz közvetlenül kapcsolódó, helyben kialakult vagy általánosan elfogadott társadalmi szokásból eredő igény alapján, vagy
- b) baleset, elemi csapás, súlyos kár, továbbá az egészséget vagy a környezetet fenyegető veszély megelőzése vagy elhárítása, továbbá a vagyonvédelem érdekében kerül sor.[7]

A munkaszüneti napra vonatkozó beosztási szabályokat kell megfelelően alkalmazni, ha a munkaszüneti nap szombatra vagy vasárnapra esik, továbbá a húsvét- és a pünkösdvasárnap tekintetében.
Felhatalmazást kap a foglalkoztatáspolitikáért felelős miniszter, hogy - legkésőbb a tárgyévet megelőző év október 31-ig - az általános munkarendben foglalkoztatott munkavállalók munkaidő-beosztásának a munkaszüneti napok miatti változtatását évenként rendeletben szabályozza. Ennek során vasárnap nem nyilvánítható munkanappá és a változtatásnak azonos naptári hónapra kell esnie.

## A munkaszüneti napok története Magyarországon
A munkaszüneti napok szabályozása Magyarországon a történelem folyamán többször változott.

### Munkaszüneti napok a második világháború előtt
Egy 1936-os naptár adatai szerint a munkaszüneti napok a következők voltak:
- január 1. – Újév
- január 6. – Vízkereszt
- február 2. – Gyertyaszentelő Boldogasszony
- március 25. – Gyümölcsoltó Boldogasszony
- április 12. – Húsvétvasárnap
- április 13. – Húsvéthétfő
- május 21. – Áldozócsütörtök
- május 31. – Pünkösdvasárnap
- június 1. – Pünkösdhétfő
- június 11. – Úrnapja
- június 29. – Péter és Pál
- augusztus 15. – Nagyboldogasszony
- augusztus 20. – Szent István
- szeptember 8. – Kisboldogasszony
- november 1. – Mindenszentek
- december 8. – Szeplőtelen fogantatás
- december 25-26. – Karácsony

A napok köre esetenként változott, pl. március 15-e 1941-ben lett munkaszüneti nap.

### Munkaszüneti napok a második világháború után

#### A Rákosi-korszakban
A Rákosi-korszakban (1948 és 1956 között) a korábbi egyházi ünnepeken alapuló munkaszüneti napokat a rendszer számára fontos, ú.n. munkásmozgalmi ünnepnapok vették át. Az egyházi eredetű ünnepeket átértelmezték: augusztus 20-át az alkotmány ünnepeként, míg a karácsonyt fenyőünnepként.
Egy 1955-ös naptár szerint a korszak munkaszüneti napjai a következők voltak:
- január 1. – Újév
- április 4. – Felszabadulás ünnepe
- május 1-2. – a Munka ünnepe
- augusztus 20. – az Alkotmány ünnepe
- november 7. – a Nagy Októberi Szocialista Forradalom ünnepe
- december 25. – Karácsony (a Fenyőfa ünnepe)

#### A Kádár-korszakban
A Kádár-korszakban (1957-től 1989-ig) március 15-e csak 1957-ben volt munkaszüneti nap, viszont november 7-ét csak 1961-től ünnepelték ismét. A munka ünnepe egynaposra rövidült, ugyanakkor a karácsony (fenyőünnep) ismét kétnapos lett. A húsvétot és a pünkösdöt újra ünnepelték, azonban az utóbbi 1992-ig csak egynapos volt. A korszak munkaszüneti napjai:
- január 1.
- húsvéthétfő
- április 4.
- május 1.
- augusztus 20.
- november 7.
- december 25-26.

#### A rendszerváltás után
A rendszerváltás után megszűntek a szocialista ünnepek (április 4. és november 7.), helyettük viszont a két nagy magyar forradalom emléknapja (március 15. és október 23.) lett munkaszüneti nap. 1993-tól pünkösdhétfő, 2000-től Mindenszentek, 2017-től pedig a nagypéntek is munkaszüneti nap lett. Az Országgyűlés 2018-ban tervbe vette, hogy a munkaszüneti napok közé felveszi december 24-ét is, ám ezt később leszavazták, így végül mégsem lett munkaszüneti nap.